# おうし座TX星
おうし座TX星（おうしざTXせい）は、おうし座の脈動変光星。学名はTX Tauri（略称：TX Tau）である。

## 概要
1911年にロシアのヴィトリド・ツェラスキーによって変光が発見された。SRA型の半規則型変光星で、40.1日の周期で10.5等と12.3等の間を変光する。おうし座TX星が分類されるSRA型は半規則型変光星の中でも周期性の良い変光をする赤色巨星が分類される型であり、TX星自身もスペクトル型がM5の赤色巨星である。半規則型変光星の中では変光周期が短い星として知られている。